# Bandar Tenggulang
Bandar Tenggulang is een bestuurslaag in het regentschap Musi Banyuasin van de provincie Zuid-Sumatra, Indonesië. Bandar Tenggulang telt 673 inwoners (volkstelling 2010).